# Guennadi Kriuchkov
Guennadi Konstantínovich Kriuchkov (en ruso: Геннадий Константинович Крючков, Stalingrado, Unión Soviética, 20 de octubre de 1926-Tula, Rusia, 15 de julio de 2007) fue un pastor ruso. Fue también un líder del movimiento bautista reformado en la Unión Soviética. A lo largo de su vida, se comprometió a defender la libertad religiosa y a oponerse a la interferencia del Gobierno soviético en la vida de las iglesias no registradas. Su carrera estuvo marcada por la persecución constante, incluida su prisión en 1966 y su subsiguiente vida clandestina durante dos décadas. Fue reconocido por su liderazgo en la resistencia religiosa, siendo una figura clave en el movimiento bautista no reconocido por el estado. Kriuchkov dejó un legado de valentía y firmeza en la lucha por los derechos de los creyentes.

## Biografía

### Primeros años y formación religiosa

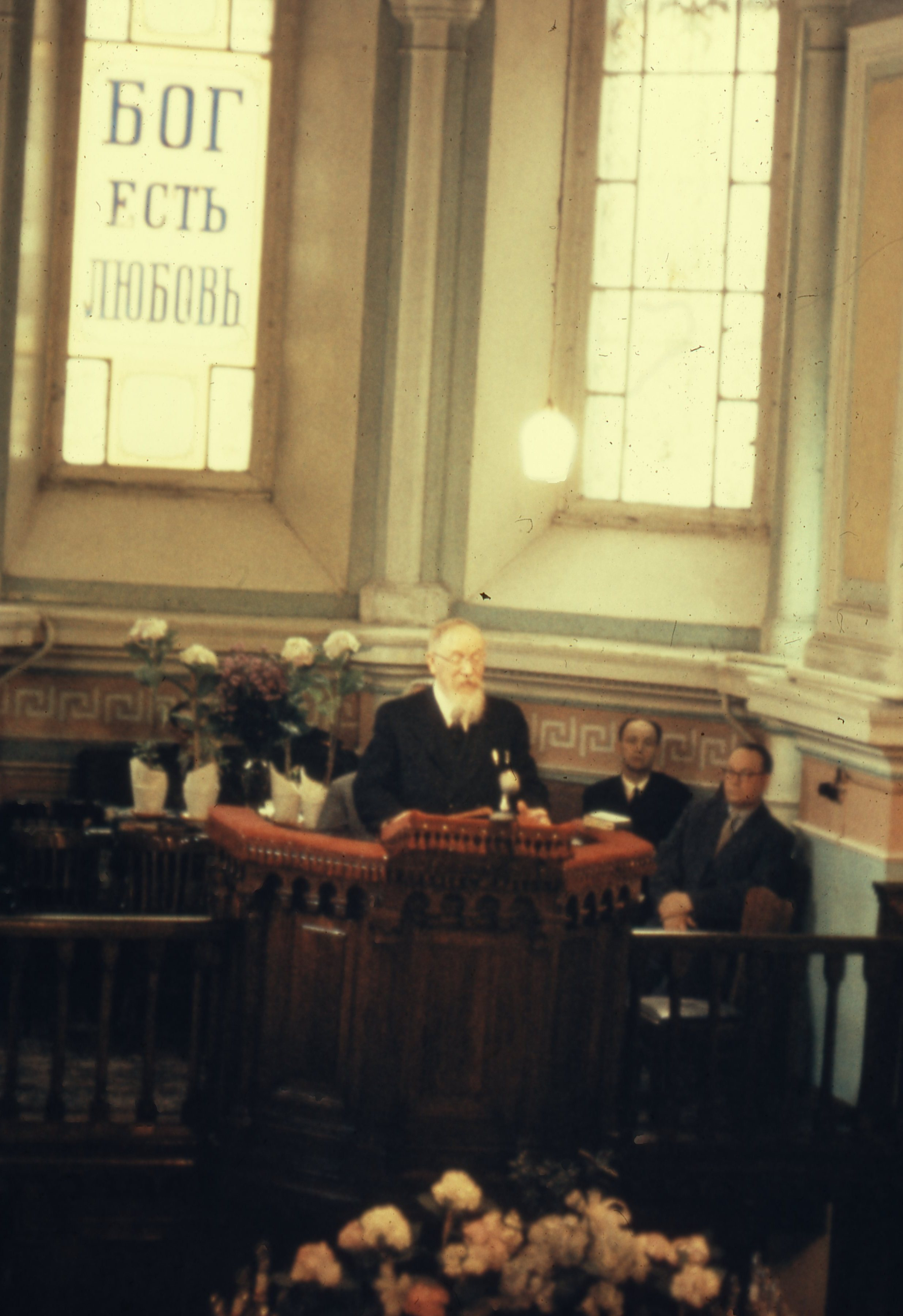
Interior de una iglesia bautista en Moscú en 1958. El texto en la ventana dice «Dios es amor».

Kriuchkov nació en una familia bautista. Su padre fue arrestado en 1931 y pasó tiempo en trabajos forzados, lo que afectó profundamente la vida de Kriuchkov y su familia. Desde temprana edad, mostró un fuerte compromiso con su fe. Fue bautizado en 1951, junto a su esposa Lidia Domozirova, en una congregación bautista no registrada. A lo largo de los años, desempeñó roles de liderazgo en su comunidad, sirviendo como líder de coro y pastor en la iglesia local de Uzlovaya desde 1961.

### Activismo religioso y persecución
En 1965, Kriuchkov fue elegido presidente del Sindicato de Iglesias Evangélicas Bautistas, que posteriormente se transformó en el Sindicato Internacional de Iglesias Evangélicas Cristianas Bautistas. A pesar de las restricciones impuestas por las autoridades soviéticas, que prohibían el bautismo de menores y limitaban el evangelismo, Kriuchkov y otros líderes del movimiento bautista reformado lucharon por mantener la independencia de las iglesias frente al control estatal. Su postura lo llevó a ser arrestado en 1966, acusado de organizar una protesta contra la interferencia estatal en la Iglesia. Tras su condena, fue encarcelado durante tres años en un campo de trabajo forzado.

### Vida clandestina y resistencia
Después de su liberación en 1969, Kriuchkov optó por vivir en la clandestinidad debido a la continua persecución por parte del KGB. Durante más de 20 años, lideró el movimiento bautista fuera del control estatal, organizando casas de oración secretas y manteniendo una red clandestina de producción de literatura cristiana, como Biblias y otros textos religiosos. A pesar de los intentos del KGB de arrestarlo, Kriuchkov logró evadir a las autoridades y continuar su labor de liderazgo en la resistencia religiosa.

### Reaparición pública y últimos años
En 1989, con la llegada de la perestroika, Kriuchkov pudo participar en el Congreso del Sindicato de Iglesias en Rostov del Don, marcando su primera aparición pública después de casi dos décadas de vida clandestina. Durante este tiempo, también se dedicó a escribir y editar la revista Heraldo de la verdad, que sirvió como medio de difusión de la fe y resistencia contra el Gobierno. En los años siguientes, regresó a una vida más abierta, aunque continuó enfrentando las secuelas de los años de persecución. Lidia, su esposa, sufrió de artritis debido a la exposición a la radiación causada por las escuchas del KGB en su hogar. Ella falleció en 2007, poco antes de su propio deceso, ocurrido ese mismo año.

## Obras
Kriuchkov no solo fue un líder espiritual, sino también un escritor y editor prolífico. Fue el responsable de la publicación de la revista Heraldo de la verdad, que se convirtió en una voz importante para los creyentes que vivían bajo el Gobierno soviético. A través de esta publicación, y de su participación en la distribución clandestina de textos religiosos, Kriuchkov ayudó a preservar y difundir la fe cristiana en tiempos de represión. Su contribución al movimiento bautista, especialmente su liderazgo en la resistencia a la opresión estatal, dejó una huella profunda en la comunidad religiosa de la Unión Soviética.